# ホーピン・タン
ホーピン・タン（Ho-Pin Tung, 董荷斌、拼音:Dǒng Hébīn,1982年12月4日 - ）は、中国系オランダ人のレーシングドライバー。

## 経歴
オランダ東部ヘルダーラント州フェルップに生まれ、1997年にカートレーシングを始める。その後シングルシーター・レーシングへ移行し、2003年にはフォーミュラBMWアジアシリーズで総合優勝したことで、その褒美として12月にウィリアムズのF1マシン「FW25」をヘレス・サーキットでテストドライブする権利を与えられた。2004年から2006年までドイツF3に参戦し、2006年には9勝を挙げレンガー・ヴァン・デル・ザンデ、ニコ・ヒュルケンベルグを上回りタイトルを獲得する。
2007年はスペインに拠点を置くBCNコンペティションと契約し、山本左近のチームメイトとしてF1直下カテゴリーであるGP2に参戦。2008年はトライデント・レーシングに移籍し、GP2アジアシリーズとGP2に参戦。GP2第6戦モナコではチームメイトのマイク・コンウェイが優勝、タンも2位に入りトライデントの1-2フィニッシュに貢献する。
2006-07、2008-09シーズンには中国チームの一員としてA1グランプリにも参戦。2009年はGP2のレギュラーシートを得られず、スーパーリーグ・フォーミュラに移った。2010年にはジェローム・ダンブロシオ、ヤン・チャロウズと共にルノーF1のリザーブドライバーに起用される。また、同年はGP2に参戦するDAMSのレースシートを獲得し、2010年のGP2シリーズに復帰したが、チームメイトのジェローム・ダンブロシオがモナコでの優勝など結果を残した一方で、タンはシーズン後半に入るハンガリーラウンドまでの最高位が9位とポイント獲得に至らず、シートをロマン・グロージャンに奪われ交代となった。
2011年以降はインディ500のスポット参戦やル・マン24時間耐久レースに参戦。2014年9月、同年より新たに開催されたフォーミュラEにおいてチャイナ・レーシング・フォーミュラEチームより参戦。
2016-17年シーズンから同シリーズに参戦するパナソニック・ジャガー・レーシングのリザーブドライバーとして契約。
2017-18年シーズン、2018-19年シーズンでも引き続きジャガーのリザーブドライバーとして契約。
2016年からWECのLMP2クラスにフル参戦。2017年からはジャッキー・チェンが共同オーナーを務めるジャッキー・チェン・DCレーシング所属となった。2017年はバイヨン・レベリオンに、2018-19年はシグナテック・アルピーヌ・マットムートに敗れ、それぞれランキング2位となった。このジャッキー・チェン・DCレーシング所属時はLMP2クラスの中では上位クラスの1人として戦った。

## レース戦績

### スポーツカー

#### FIA GT1 世界選手権
| 年     | チーム                            | 使用車両                  | 1      | 2      | 3      | 4      | 5      | 6      | 7      | 8      | 9      | 10     | 11     | 12     | 13     | 14     | 15         | 16        | 17        | 18        | 19     | 20     | 順位 | ポイント |
| ------ | --------------------------------- | ------------------------- | ------ | ------ | ------ | ------ | ------ | ------ | ------ | ------ | ------ | ------ | ------ | ------ | ------ | ------ | ---------- | --------- | --------- | --------- | ------ | ------ | ---- | -------- |
| 2011年 | エグジム・バンク チーム・チャイナ | シボレー・コルベット C6.R | ABU QR | ABU CR | ZOL QR | ZOL CR | ALG QR | ALG CR | SAC QR | SAC CR | SIL QR | SIL CR | NAV QR | NAV CR | LEC QR | LEC CR | ORD QR Ret | ORD CR 12 | BEI QR 14 | BEI CR 11 | SAN QR | SAN CR | 15位 | 33       |

(key)

#### アジアン・ル・マン・シリーズ
| 年        | チーム                           | 使用車両       | クラス | 1       | 2     | 3     | 4       | 順位 | ポイント |
| --------- | -------------------------------- | -------------- | ------ | ------- | ----- | ----- | ------- | ---- | -------- |
| 2013年    | オーク・レーシング               | モーガン・LMP2 | LMP2   | INJ 2   | FSW   | ZHU 1 | SEP 1   | 3位  | 70       |
| 2014年    | オーク・レーシング               | モーガン・LMP2 | LMP2   | INJ 1   | FSW 1 | SHA 1 | SEP 1   | 1位  | 103      |
| 2015-16年 | DCレーシング                     | リジェ・JS P3  | LMP3   | FSW 1   | SEP 1 | CHA 1 | SEP 1   | 1位  | 103      |
| 2016–17年 | ジャッキー・チェン・DCレーシング | オレカ・03R    | LMP2   | ZHU 1   | FSW 2 | CHA 1 | SEP Ret | 3位  | 69       |
| 2017–18年 | ジャッキー・チェン・DCレーシング | オレカ・05     | LMP2   | ZHU Ret | FSW   | CHA   | SEP     | NC   | 0        |

- 太字はポールポジション、斜字はファステストラップ。(key)

#### FIA 世界耐久選手権
| 年        | チーム                           | 使用車両         | クラス | 1     | 2       | 3       | 4     | 5     | 6     | 7       | 8     | 9     | 順位 | ポイント |
| --------- | -------------------------------- | ---------------- | ------ | ----- | ------- | ------- | ----- | ----- | ----- | ------- | ----- | ----- | ---- | -------- |
| 2016年    | バシー・DCレーシング・アルピーヌ | アルピーヌ・A460 | LMP2   | SIL 7 | SPA Ret | LMN Ret | NÜR 7 | MEX 5 | COA 8 | FSW 9   | SHA 8 | BHR 6 | 13位 | 40       |
| 2017年    | ジャッキー・チェン・DCレーシング | オレカ・07       | LMP2   | SIL 1 | SPA 3   | LMN 1   | NÜR 1 | MEX 9 | COA 4 | FSW 3   | SHA 4 | BHR 2 | 2位  | 175      |
| 2018-19年 | ジャッキー・チェン・DCレーシング | オレカ・07       | LMP2   | SPA 1 | LMN 4   | SIL 1   | FSW 2 | SHA 1 | SEB 6 | SPA 3   | LMN 2 |       | 2位  | 166      |
| 2019-20年 | ジャッキー・チェン・DCレーシング | オレカ・07       | LMP2   | SIL 4 | FSW 2   | SHA 2   | BHR 3 | COA 2 | SPA 6 | LMS DSQ | BHR 1 |       | 5位  | 136      |

- 太字はポールポジション、斜字はファステストラップ。(key)

#### ル・マン24時間レース
| ル・マン24時間レース 結果 | ル・マン24時間レース 結果          | ル・マン24時間レース 結果                         | ル・マン24時間レース 結果 | ル・マン24時間レース 結果 | ル・マン24時間レース 結果 | ル・マン24時間レース 結果 | ル・マン24時間レース 結果 |
| 年                        | チーム                             | コ・ドライバー                                    | 使用車両                  | クラス                    | 周回                      | 順位                      | クラス 順位               |
| ------------------------- | ---------------------------------- | ------------------------------------------------- | ------------------------- | ------------------------- | ------------------------- | ------------------------- | ------------------------- |
| 2013年                    | KCMG                               | アレキサンドレ・インペラトーリ マシュー・ハウソン | モーガン・LMP2-日産       | LMP2                      | 241                       | DNF                       | DNF                       |
| 2014年                    | オーク・レーシング・チーム・アジア | デビッド・チェン アデリー・フォン                 | リジェ・JS P2-ホンダ      | LMP2                      | 347                       | 11位                      | 7位                       |
| 2015年                    | ペガサス・レーシング               | デビッド・チェン レオ・ルーセル                   | モーガン・LMP2-日産       | LMP2                      | 334                       | 19位                      | 9位                       |
| 2016年                    | バシー・DCレーシング・アルピーヌ   | デビッド・チェン ネルソン・パンシアティッシ       | アルピーヌ・A460-日産     | LMP2                      | 234                       | DNF                       | DNF                       |
| 2017年                    | ジャッキー・チェン・DCレーシング   | トーマス・ローラン オリバー・ジャービス           | オレカ・07-ギブソン       | LMP2                      | 366                       | 2位                       | 1位                       |
| 2018年                    | ジャッキー・チェン・DCレーシング   | ガブリエル・オーブリー ステファン・リチェルミ     | オレカ・07-ギブソン       | LMP2                      | 356                       | 10位                      | 6位                       |
| 2019年                    | ジャッキー・チェン・DCレーシング   | ガブリエル・オーブリー ステファン・リチェルミ     | オレカ・07-ギブソン       | LMP2                      | 367                       | 7位                       | 2位                       |
| 2020年                    | ジャッキー・チェン・DCレーシング   | ガブリエル・オーブリー ウィル・スティーブンス     | オレカ・07-ギブソン       | LMP2                      | 141                       | DSQ                       | DSQ                       |